# ادواردو ساشا
ادواردو ساشا (انگلیسی: Eduardo Sasha؛ زادهٔ ۲۴ فوریهٔ ۱۹۹۲) بازیکن فوتبال اهل برزیل است.
از باشگاه‌هایی که در آن بازی کرده‌است می‌توان به باشگاه فوتبال سانتوس و باشگاه ورزشی اینترناسیونال اشاره کرد.